# Nicole Marie Lenz
Nicole Marie Lenz (Cleveland, 24 gennaio 1980) è un'attrice e modella statunitense.
Ha debuttato come attrice nel 2003 dopo aver studiato recitazione in un istituto di Los Angeles.
Tra i suoi ruoli, ha interpretato Gloria in La custode di mia sorella.

## Filmografia parziale

### Cinema
- La custode di mia sorella (My Sister's Keeper), regia di Nick Cassavetes (2009)

### Televisione
- CSI - Scena del crimine (CSI) - serie TV, episodio 5x07 (2004)
- CSI: NY - serie TV, episodio 4x14 (2008)

## Doppiatrici italiane
Nelle versioni in italiano delle opere in cui ha recitato, Nicole Marie Lenz è stata doppiata da:
- Maria Letizia Scifoni in CSI: NY